# دریاهای چین
دریاهای چین (انگلیسی: China Seas) فیلمی در ژانر درام و رمانتیک به کارگردانی تی گارنت است که در سال ۱۹۳۵ منتشر شد.

## خلاصه فیلم
وقتی کاپیتان گسکل به خاطر زنی ثروتمند مالی پورتلند را ترک می‌کند، مالی به کمک جیمزی مک‌کاردل و همراهی دزدان دریایی مالایا، نقشه تصاحب کشتی او را طراحی می‌کنند…

## بازیگران
- کلارک گیبل در نقش الان گاسکل
- جین هارلو در نقش دالی پورتلند (چاینا دال)
- والاس بیری (در نقش جیمزی مک اردل)
- لوئیس استون در نقش تام دیویدز
- روزالیند راسل در نقش سیبل بارکلی
- دادلی دیگز در نقش داوسن
- سی اوبری اسمیت در نقش سر گای ویلمردینگ
- رابرت بنچلی در نقش چارلی مک‌کلاب
- آکیم تامیروف در نقش پاول رومانوف
- ویلیام «بیل» هنری در نقش راکول
- لیلیان باند در نقش خانم تیمونز
- ادوارد بروفی در نقش تیومنز
- سوو یونگ در نقش یولان
- کارول آن بری در نقش کارول آن
- ایوان لبدف در نقش نگاه
- هتی مک‌دنیل در نقش ایسابل مک‌کارتی
- دونالد میک در نقش بازیکن شطرنج
- ویلی فونگ در نقش کابین‌بوی‌آه سینگ